# Alameda de Santiago de Compostela
Alameda de Santiago de Compostela är en park i Santiago de Compostela i Spanien.   Den ligger i provinsen Provincia da Coruña och regionen Galicien, i den nordvästra delen av landet, 500 km nordväst om huvudstaden Madrid. Alameda de Santiago de Compostela ligger 263 meter över havet.